# Жасил
Жаси́л (каз. Жасыл) — село у складі Бурабайського району Акмолинської області Казахстану. Входить до складу Атамекенського сільського округу.
Населення — 366 осіб (2021; 459 у 2009, 523 у 1999, 435 у 1989).
Національний склад станом на 1989 рік:
- казахи — 79 %.